# Buckelapotheker

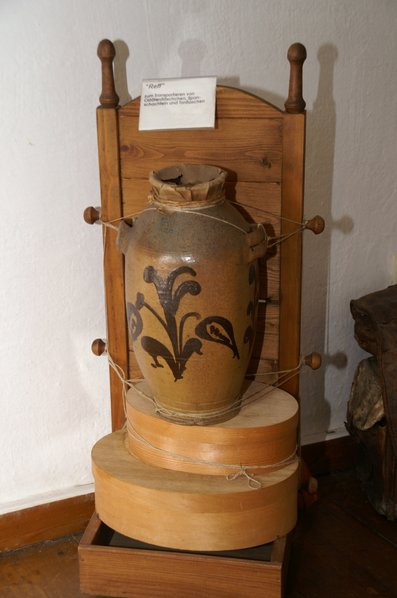
Ein „Reff“, typisches Arbeitsgerät der Buckelapotheker

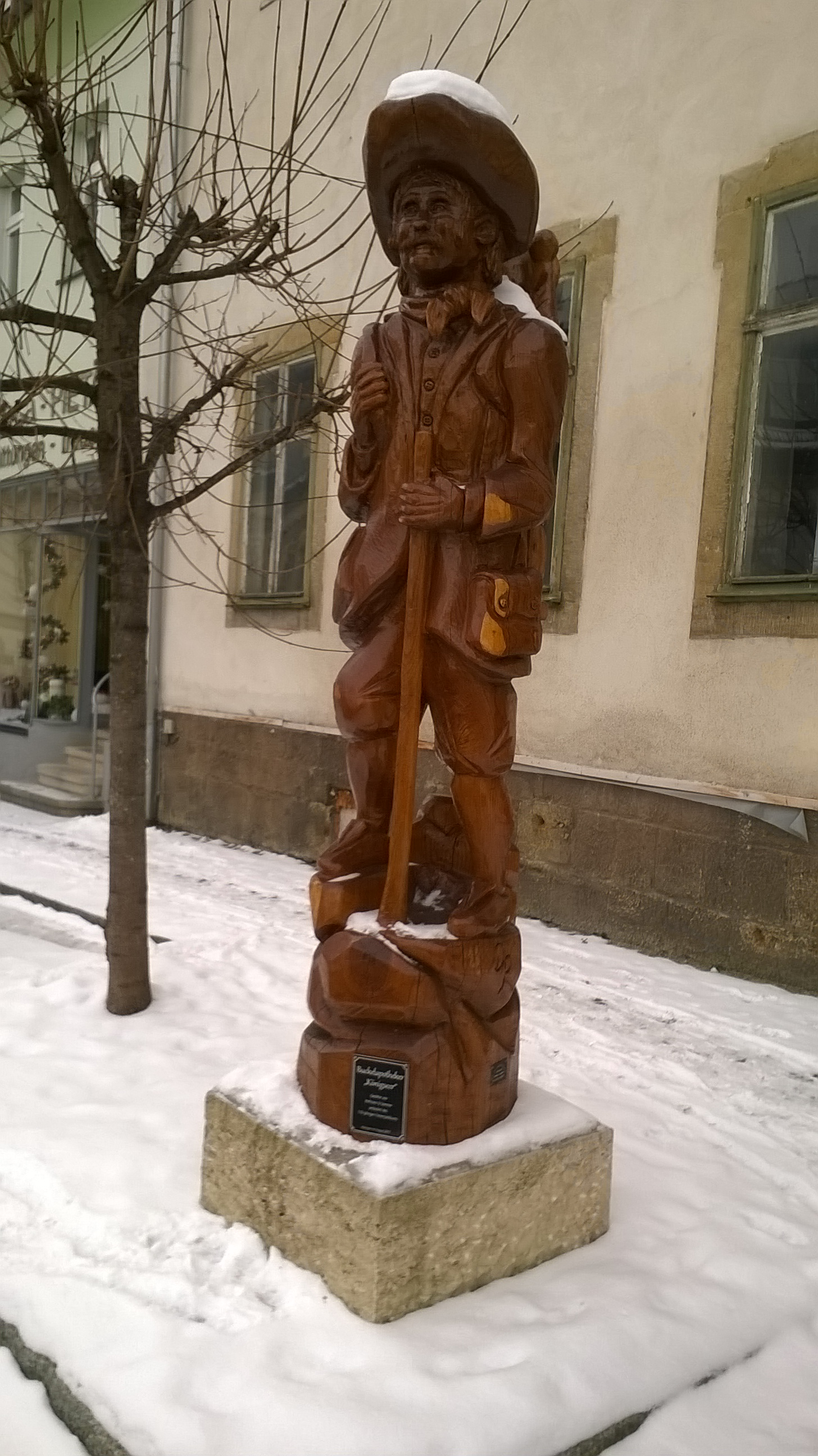
Olitätenhändlerstatue in Königsee

Die Buckelapotheker vertrieben vom 16. bis ins 20. Jahrhundert Olitäten (Naturheilmittel) in ganz Mitteleuropa. Sie gehörten zu den Buckelkrämern.
Der Name stammt daher, dass sie auf ihrem Rücken (Buckel) ein Holzgestell, das Reff (eine Art übermannshohe Kraxe), trugen. Auf dem Reff waren die Heilmittel in Tonkrügen, Glasflaschen und Spanschachteln verpackt und wurden meist zu Fuß auf oft mehrwöchigen Reisen zu den Kunden in ganz Europa transportiert, wobei eine Familie jeweils für ein ganz bestimmtes Absatzgebiet zuständig war. Ein Oberweißbacher Sattler ersetzte das unhandliche hölzerne Reff durch einen bequemer zu tragenden ledernen Ranzen, wovon sich der regional umgangssprachliche Begriff „Raanz“ für den Landstrich um Oberweißbach ableitete.
Eines der Gebiete, in welchem die Olitäten gesammelt, verarbeitet und von dort aus vertrieben wurden, liegt im Thüringer Schiefergebirge und erstreckt sich über ein Gebiet von etwa 300 km². Die Hauptortschaften der Buckelapotheker waren Oberweißbach, Deesbach, Meuselbach-Schwarzmühle, Großbreitenbach, Schmiedefeld und Königsee.
Der Buckelapotheker war ein wichtiger Vertreter seines Gewerbes und ist letztlich der Vorreiter der heutigen Vertreter für die Pharma- und Spirituosenindustrie. In der DDR wurde es unmöglich, die Vertriebslinien aufrechtzuerhalten, was zum Niedergang dieser Zunft führte. Viele Vertreter der Buckelapotheker-Dynastien fanden eine Beschäftigung als Angestellte des VEB Pharmazeutisch-Chemische Fabrik Meuselbach, der heute unter dem Namen Krewel Meuselbach GmbH firmiert. An die Tradition des Olitätenhandels erinnern heute Museen in Oberweißbach, Schmiedefeld, Rudolstadt und Kleintettau.